# Crystal Ball (Styx)
Crystal Ball is het zesde studioalbum van Styx uit Chicago. Het is het eerste album met de nieuwe gitarist Tommy Shaw. Hij zou in eerste instantie een tijdelijk lid worden, maar bleef bij de band spelen. Hij zou lange tijd het bindmiddel zijn tussen Dennis DeYoung, die wat sterallures kreeg en de rest van de band. Het opvallende is dat de titel van het album afkomstig is uit een lied van de nieuweling Shaw. DeYoung moest wat rustiger aandoen, hij was overspannen geweest.
Styx speelde tot dit album grotendeels als voorprogramma voor de echt grote acts als Doobie Brothers en Marshall Tucker Band. Door de hits Lady en Lorelei werd de bekendheid groter, dan van die bands en sommige zegden de samenwerking op. Styx ging langzamerhand haar eigen weg met te beginnen in Canada.
Het album haalde de 66e plaats in de Billboard Album Top 200, het verkocht iets minder dan voorganger Equinox, maar nog voldoende om de gouden status te behalen.

## Musici
- Dennis DeYoung – toetsinstrumenten en zang
- James Young – gitaar, zang
- Tommy Shaw – gitaar, zang
- Chuck Panozzo – basgitaar, zang
- John Panozzo – slagwerk, percussie, zang

## Muziek
| Nr. | Titel                                   | Duur |
| --- | --------------------------------------- | ---- |
| 1.  | Put me on (DeYoung, Young, Shaw)        | 4:56 |
| 2.  | Mademoiselle (DeYoung, Shaw)            | 3:57 |
| 3.  | Jennifer (DeYoung)                      | 4:16 |
| 4.  | Crystal Ball (Shaw)                     | 4:52 |
| 5.  | Shooz (Young, Shaw)                     | 4:44 |
| 6.  | This old man (DeYoung)                  | 5:11 |
| 7.  | Clair de lune/Ballerina (DeYoung, Shaw) | 7:09 |

This old man en ook Clair de lune zijn verwijzingen naar de vader van DeYoung. Het eerste over de invloed van zijn vader op hem, de tweede had zijn vader tijdens de Tweede Wereldoorlog in Nederland gehoord en speelde het vaak thuis. Het origineel daarvan is van Claude Debussy uit Suite bergamasque. Crystal Ball bleek een blijvertje tijdens het bestaan van de band; Shaw twijfelt over het leven en probeert via een crystal ball achter zijn toekomst te komen. In de Crystal Ball op de platenhoes is een ballerina te zien, verwijzend naar de slottrack.